# Diogeniano (presidente)
Diogeniano (em latim: Diogenianus) foi um oficial romano atino no final do século III ou começo do IV. Segundo a Ata das Santas Justa e Rufina, teria exercido a função de presidente (praeses) na Hispânia Bética, embora seja incerto quando ocorrera sua nomeação ou mesmo até que momento exerceu ofício.